# Michel Roche
Michel Jacques Germain Pierre Roche (Brunoy, 8 de septiembre de 1939–Fontainebleau, 11 de junio de 2004) fue un jinete francés que compitió en la modalidad de salto ecuestre.
Participó en los Juegos Olímpicos de Montreal 1976, obteniendo una medalla de oro en la prueba por equipos (junto con Hubert Parot, Jean-Marcel Rozier y Marc Roguet). Ganó una medalla de bronce en el Campeonato Europeo de Saltos Ecuestres de 1975, en la misma prueba.

## Palmarés internacional
| Juegos Olímpicos   | Juegos Olímpicos  | Juegos Olímpicos  | Juegos Olímpicos |
| Año                | Lugar             | Medalla           | Categoría        |
| ------------------ | ----------------- | ----------------- | ---------------- |
| 1976               | Montreal (Canadá) | Medalla de oro    | Por equipos      |
| Campeonato Europeo |                   |                   |                  |
| Año                | Lugar             | Medalla           | Categoría        |
| 1975               | Múnich (RFA)      | Medalla de bronce | Por equipos      |